# Ballinrobe
Ballinrobe (irisch Baile an Róba) ist eine Stadt in Irland.
Sie liegt im Süden des County Mayo in der Provinz Connacht, in Irland, etwa 2 Kilometer östlich des Lough Mask, am Fluss Robe. In der Stadt leben 3148 Einwohner (Stand 2022).

## Geschichte

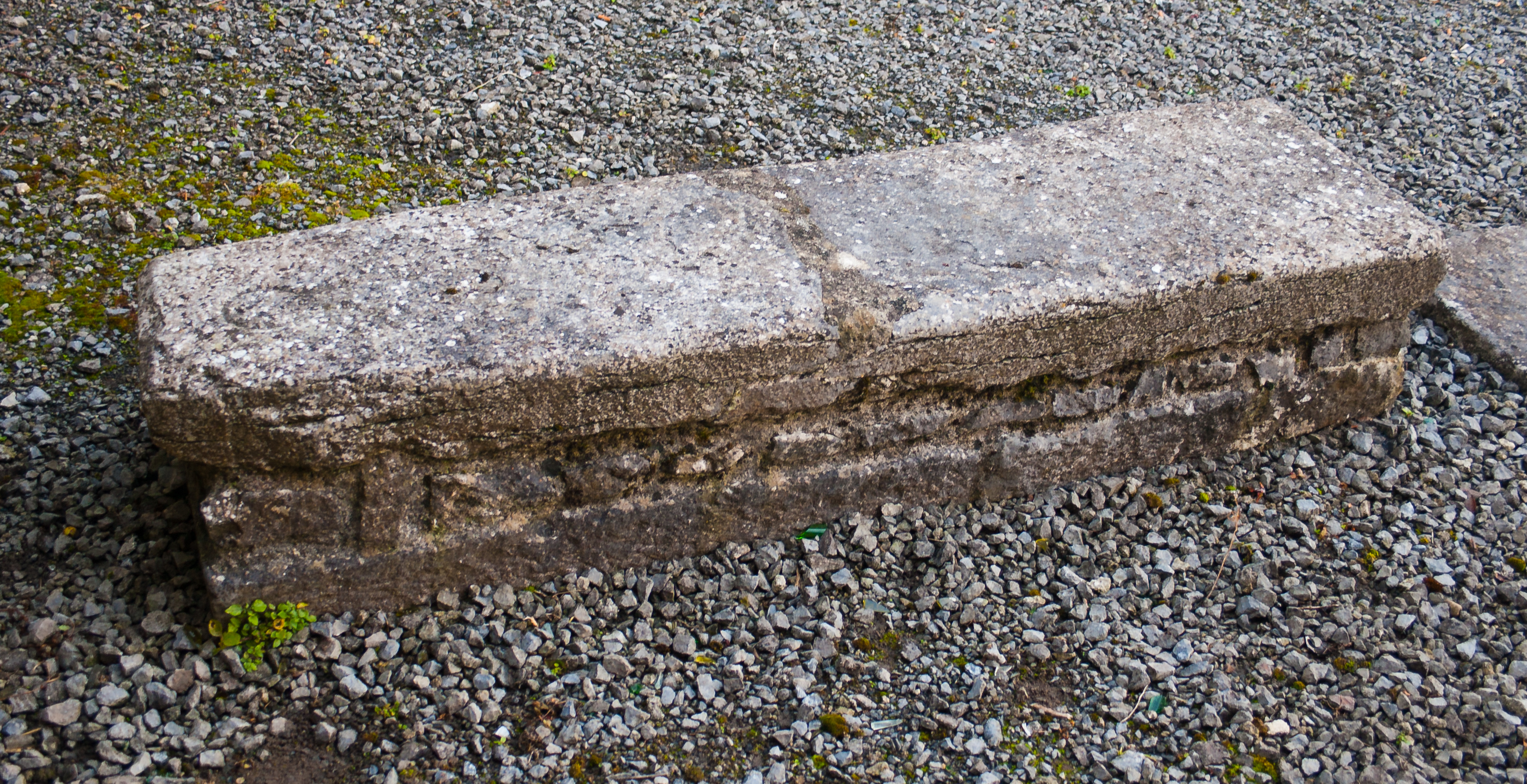
Frühchristlicher Cross-Slab von Ballinrobe

Im Jahr 1337 wurde das um 1312 gegründete Kloster Ballinrobe erstmals in einer Liste des Klosters Athenry erwähnt. Somit gilt Ballinrobe als die älteste Stadt im Süden Mayos.
1935 landete der Litauer Feliksas Vaitkus (1907–1956) mit seinem Flugzeug Lituancia II nach erfolgreicher Atlantiküberquerung in Ballinrobe. Vaitkus war der sechste Mensch, dem diese Leistung gelang.

## Einwohnerentwicklung
Die Bevölkerungsanzahl hat sich in den letzten 30 Jahren mehr als verdoppelt:
| 1996 | 2002 | 2006 | 2011 | 2016 | 2022 |
| ---- | ---- | ---- | ---- | ---- | ---- |
| 1309 | 1626 | 2098 | 2704 | 2784 | 3148 |

## Verkehr
Ballinrobe liegt an der Nationalstraße N84 (Galway–Castlebar). Am 1. November 1892 erhielt die Stadt einen Eisenbahnanschluss nach Claremorris. Am 1. Juni 1930 wurde der Personen- und am 1. Januar 1960 der Gesamtverkehr eingestellt.

## Sehenswürdigkeiten
- In der örtlichen St. Mary’s Church befinden sich mehrere Fenster mit Glasmalereien von Harry Clarke.[4]
- Eochy’s Cairn in The Neale, südlich von Ballinrobe, ist ein irisches National Monument.

## Sport
In Ballinrobe finden sich die einzige Pferderennbahn des Countys und seit 1995 ein 18-Loch-Golfplatz.

## Persönlichkeiten
- Frank Stagg (1942–1976), Mitglied der IRA
- Panti Bliss (* 1968), Dragqueen und LGBT-Aktivistin